# Schepseskare
Schepseskare (Schepses-ka-Re, auch Schepeskare [Schepes-ka-Re]) war der vierte oder fünfte König (Pharao) der altägyptischen 5. Dynastie im Alten Reich. Er regierte etwa innerhalb des Zeitraums von 2465 bis 2460 v. Chr. Über seine wahrscheinlich sehr kurze Regierungszeit von lediglich ein oder zwei Jahren und seine genaue Einordnung in die Königsfamilie der 5. Dynastie ist fast nichts bekannt. Zeitgenössisch ist er nur durch einige Siegel und Siegelabdrücke belegt, die Bautätigkeiten im Totentempel der Pyramide seines möglichen Vorgängers Raneferef nahelegen. Möglicherweise kann Schepseskare ein begonnener Pyramidenbau im Norden von Abusir zugewiesen werden.

## Belege und Namensvarianten
Die Beleglage für Schepseskare ist im Vergleich zu anderen Herrschern des Alten Reiches sehr dünn. In den späteren ägyptischen Königslisten wird sein Name nur zum Teil aufgeführt. Die einzige eindeutige Nennung stammt aus der Königsliste von Sakkara aus der 19. Dynastie. Auch der zeitgleiche Königspapyrus Turin scheint Schepseskare ursprünglich genannt zu haben (Kolumne 3, Zeile 20), allerdings ist der entsprechende Eintrag nicht erhalten. Der im 3. Jahrhundert v. Chr. lebende Priester Manetho erwähnte Schepseskare in seinem Werk Aegyptiaca unter dem Namen Sisires. Andere wichtige Königslisten hingegen übergehen Schepseskare. So fehlt sein Name etwa auf den Königslisten aus Abydos von Sethos I. und Ramses II.
Zeitgenössisch ist Schepseskare lediglich durch zwei Siegel und zehn oder elf Siegelabrollungen bekannt. Von letzteren stammen sechs aus dem Totentempel der Raneferef-Pyramide. Aus dem Sonnenheiligtum des Niuserre stammen weitere Siegelabrollungen. Ein ebenfalls Schepseskare zugeschriebener Skarabäus dürfte wohl in die Spätzeit datieren (siehe hierzu auch unten).
Die Siegelabrollungen werfen auch Fragen zur korrekten Namensschreibung dieses Königs auf. Die einzige vollständig erhaltene Schreibung der Variante Schepseskare stammt von der nicht zeitgenössischen Königsliste von Sakkara. Auf den Siegelabdrücken wird der Thronname des Herrschers drei Mal genannt. Zwei Mal taucht er dort allerdings nicht als Schepseskare, sondern als Schepeskare auf. Die dritte Nennung ist stark beschädigt und wird teilweise als Schepseskare, teilweise als Schepeskare gelesen.

## Herkunft und Familie
Die familiären Hintergründe Schepseskares sind völlig unklar. Weder seine Eltern noch seine Gemahlin lassen sich mit Sicherheit bestimmen. Auch Kinder sind nicht bekannt. Vermutungen, dass es sich bei ihm um einen Sohn des Sahure handeln könnte, sind reine Spekulation und konnten bislang nicht durch Textzeugnisse bestätigt werden. Der Hauptgrund für diese Annahme ist letztlich die Standortwahl der ihm zugeschriebenen Pyramide zwischen der Pyramide des Sahure und dem Sonnenheiligtum dessen Vaters Userkaf, was als Demonstration der engen verwandtschaftlichen Verbundenheit Schepseskares mit einem dieser Herrscher oder mit beiden gedeutet wird.
Nach einem Vorschlag von Vivienne Callender könnte Nimaathapi II. als Gemahlin des Schepseskare angesehen werden. Hierfür gibt es allerdings keine inschriftlichen Belege. Der Vorschlag beruht lediglich auf dem Standort und der Architektur des Grabes der Nimaathapi (Mastaba G 4712 auf dem Westfriedhof der Nekropole von Gizeh). Die Mastaba lässt sich in die Mitte der 5. Dynastie datieren, und da Schepseskares eigene Pyramide offenbar unvollendet blieb, wäre es immerhin denkbar, dass seine Gemahlin in Gizeh und nicht in Abusir, der Königsnekropole der 5. Dynastie, beigesetzt wurde.

## Herrschaft

### Regierungsdauer
Sowohl der Königspapyrus Turin als auch Manetho geben für Schepseskare eine Regierungszeit von sieben Jahren an. Zeitgenössische Datumsangaben sind nicht bekannt. Aus diesem Grund wurden in älteren Arbeiten meistens die Angaben des Turiner Papyrus und Manethos übernommen. In jüngerer Zeit kamen allerdings vermehrt Zweifel an deren Richtigkeit auf. Vor allem aufgrund des Zustandes der Schepseskare zugeschriebenen Pyramidenanlage, die wohl schon wenige Wochen oder höchstens Monate nach Baubeginn wieder aufgegeben worden war, wird mittlerweile eher davon ausgegangen, dass Schepseskares Regierungszeit lediglich einige Monate oder bestenfalls ein Jahr andauerte.

### Umstände der Machtübernahme
Nach der Königsliste von Sakkara war Schepseskare Nachfolger des Neferirkare und Vorgänger des Raneferef. Da allerdings Siegelabdrücke mit seinem Namen im Totentempel des Raneferef entdeckt wurden, wird mittlerweile eher die Möglichkeit erwogen, dass er Raneferefs unmittelbarer Nachfolger war. Warum allerdings zunächst Schepseskare, dessen familiäre Einordnung völlig unbekannt ist, den Thron bestieg und nicht gleich Raneferefs Bruder Niuserre, ist bislang ungeklärt.
Miroslav Verner bot hierfür drei mögliche hypothetische Szenarien an, die allerdings noch auf der mittlerweile veralteten Annahme beruhten, dass Neferirkare und dessen Vorgänger Sahure Brüder waren und dass es nach Neferirkares Tod Thronstreitigkeiten zwischen den beiden Familienzweigen gab. Inzwischen ist durch neue Inschriftenfunde belegt, dass Neferirkare ein Sohn und kein Bruder Sahures war. Dies schließt Thronstreitigkeiten zwar nicht aus, macht allerdings Modifikationen der vorgeschlagenen Szenarien nötig, die bislang noch nicht erfolgt sind.
Nach Verners erstem Szenario könnte Schepseskare identisch mit Netjerirenre oder einem anderen Sohn Sahures sein, der nach dem Tod seines Vaters eigentlich ein Anrecht auf den Thron gehabt hätte, jedoch von Neferirkare übergangen wurde. Nach dem Tod Neferirkares und dem seines Sohnes Raneferef konnte er schließlich seinen Anspruch doch noch kurzzeitig durchsetzen.
Nach dem zweiten Szenario könnte Netjerirenre, Sahures Kronprinz, noch vor seinem Vater verstorben sein und Sahures weitere Söhne waren noch zu jung, um nach seinem Tod die Herrschaft zu übernehmen. Als dann nach Neferirkare auch dessen Sohn Raneferef jung verstarb, ergab sich nun für einen Sohn Sahures die unerwartete Gelegenheit, den Thron zu besteigen.
Das dritte Szenario, welches auch eine Erweiterung des ersten oder des zweiten Szenarios darstellen kann, sieht in Schepseskare ebenfalls einen Sohn Sahures, der nach Raneferefs Tod seine Thronansprüche auf Kosten von Raneferefs jüngerem Bruder Niuserre durchsetzte. Niuserre könnte allerdings danach rasch die Oberhand gewonnen haben, eventuell durch Unterstützung einflussreicher Hofangehöriger wie seiner Mutter Chentkaus II. und seines späteren Schwiegersohns Ptahschepses.

## Bautätigkeit

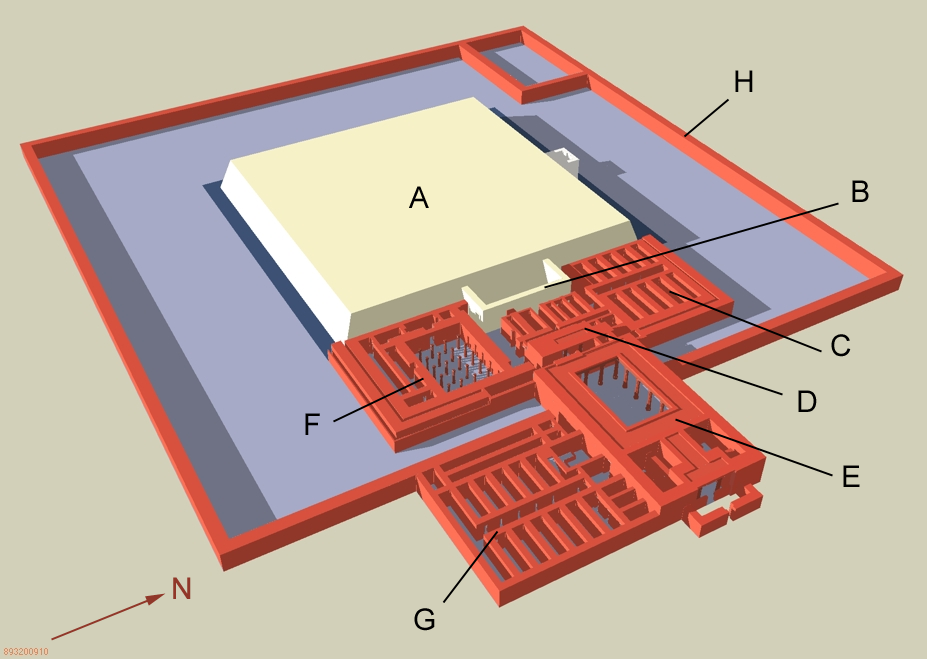
Rekonstruktion des Raneferef-Komplexes nach der Umwandlung der Pyramide in eine Mastaba und der Vervollständigung der Kultbauten. Siegelabdrücke des Schepseskare stammen aus einem Raum südlich der Säulenhalle (F) und aus dem Messer-Heiligtum (G)

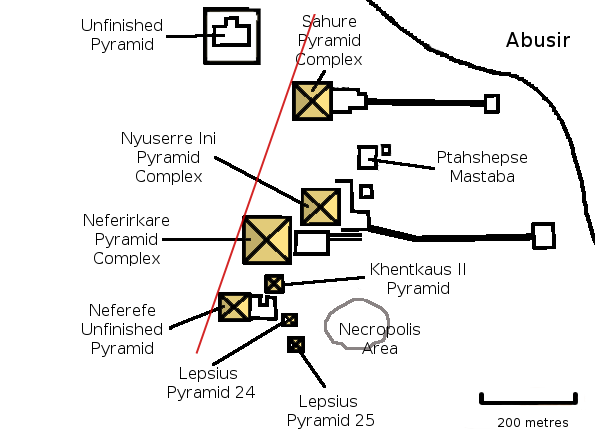
Die Nekropole von Abusir mit der unvollendeten Pyramidenanlage am nördlichen Rand

Gemäß Peter Kaplony sind durch Siegelabdrücke möglicherweise zwei Bauwerke des Schepseskare bekannt: Zum einen ein Sonnenheiligtum namens „Herzensfriede des Re“ (Ḥtp-jb-Rˁ) und zum anderen eine Pyramide namens „Erwachen des Schepseskare“ (Rsj-Špss-k3-Rˁ). Das Sonnenheiligtum ist bislang unentdeckt und es gibt erhebliche Zweifel daran, ob es überhaupt existierte. Der Grund hierfür ist, dass auf dem entsprechenden Siegel neben dem Namen des Sonnenheiligtums lediglich ein stark beschädigter Horusname steht, der sowohl Schepseskare als auch Djedkare zugeschrieben werden kann. Außerdem kommt es häufig vor, dass auf Siegeln Namen von Königen und Sonnenheiligtümern angebracht wurden, die nicht direkt miteinander in Verbindung stehen. Die Pyramide des Schepseskare kann möglicherweise mit einer begonnenen Anlage im Norden von Abusir identifiziert werden. Darüber hinaus deuten die im Totentempel der Raneref-Pyramide gefundenen Siegelabdrücke des Schepseskare darauf hin, dass er an der Fertigstellung dieses Bauwerks beteiligt war.

### Der Totentempel der Raneferef-Pyramide in Abusir
Raneferef verstarb, bevor seine Pyramidenanlage vollendet war. Die weitläufigen Tempelanlagen an der Ostseite des Grabmals wurden in zwei Bauphasen von seinen Nachfolgern errichtet. Die zweite und umfangreichste Bauphase lässt sich Niuserre zuordnen. In der ersten Bauphase entstand zunächst nur ein kleiner Tempel aus Kalkstein, der nur aus einem Vorraum, der zentralen Opferhalle und zwei schmalen Seitenkammern bestand. Diese erste Bauphase ist möglicherweise Schepseskare zuzuordnen, da im Tempelkomplex Siegelabdrücke mit seinem Namen gefunden wurden (allerdings nicht im betreffenden Tempelabschnitt).

### Die unvollendete Pyramide von Abusir
In Abusir befindet sich ein begonnener Pyramidenbau zwischen dem Sonnenheiligtum des Userkaf und der Pyramide des Sahure. Als sein Erbauer wird Schepseskare angesehen, da Abusir ausschließlich während der 5. Dynastie als königliche Nekropole diente und allen anderen Herrschern dieses Zeitraums bereits ein Grabmal zugewiesen werden konnte. Die Anlage wurde zu Beginn der 1980er Jahre von tschechoslowakischen Archäologen unter der Leitung Miroslav Verners entdeckt und scheint bereits wenige Wochen oder Monate nach Baubeginn wieder aufgegeben worden zu sein. In diesem Zeitraum war eine Fläche von etwa 100 × 100 m eingeebnet und eine T-förmige Arbeitsgrube für die unterirdischen Grabräume begonnen worden. Fertiggestellt hätte der Bau etwa die Ausmaße der nahe gelegenen Neferirkare-Pyramide besessen.

## Schepseskare im Gedächtnis des Alten Ägypten
Schepseskare scheint im Gedächtnis des Alten Ägypten keine größere Rolle gespielt zu haben. Abgesehen von Namensnennungen in einigen Königslisten sind lediglich zwei Dokumente bekannt, die möglicherweise mit Schepseskare in Verbindung stehen, was aber in beiden Fällen nicht gesichert ist.
Aus dem Neuen Reich ist ein Relief-Bruchstück bekannt, welches aus dem Grab des Priesters Mehu aus Sakkara stammt und in die 19. oder 20. Dynastie datiert. Auf ihm sind drei Gottheiten abgebildet, denen eine Reihe von verstorbenen Königen gegenübersteht. Dies sind Djoser und Djoserteti aus der 3. Dynastie sowie Userkaf aus der 5. Dynastie. Von einem vierten König ist nur noch ein stark zerstörter Namenszug erhalten, der teils als Schepseskare, teils als Djedkare gelesen wurde. Das Relief ist ein Ausdruck der persönlichen Frömmigkeit des Grabinhabers, der damit die alten Könige für ihn zu den Göttern beten ließ.
Das zweite Stück ist ein Skarabäus unbekannter Herkunft, der den Namenszug Schepeskare trägt. Wahrscheinlich handelt es sich um ein archaisierendes Objekt der 26. Dynastie. Ähnliche Stücke sind auch mit Namensnennungen anderer Herrscher des Alten Reiches bekannt. Allerdings besteht auch die Möglichkeit, dass es sich um das Dokument eines zeitgenössischen Herrschers handelt, nämlich Gemnefchonsbak, ein Lokalkönig der 25. Dynastie aus Tanis, dessen Thronname ebenfalls Schepeskare lautete.